# Rodrigo Rato
Rodrigo Rato Figaredo (Madrid, 18 de marzo de 1949) es un banquero y político español. Fue vicepresidente y ministro del Gobierno de España entre 1996 y 2004 y miembro del Partido Popular.
Licenciado en Derecho, fue vicepresidente del Gobierno de España y ministro de Economía durante los gobiernos de José María Aznar. Ocupó el cargo de director gerente del Fondo Monetario Internacional hasta su dimisión el 19 de junio de 2007, dirigió el grupo financiero Bankia entre 2010 y 2012, y desde 2013 desempeñó el cargo de consejero asesor para Latinoamérica y Europa de Telefónica.
El 16 de abril de 2015, fue detenido y puesto en libertad, tras varias horas de registro de su domicilio por la Agencia Tributaria, por los supuestos delitos de fraude, alzamiento de bienes y blanqueo de capitales. El 23 de febrero de 2017 fue condenado a cuatro años y medio de cárcel, por un delito continuado de apropiación indebida entre 2003 y 2012, en el caso de las tarjetas black. El 3 de octubre de 2018 el Tribunal Supremo ratificó la sentencia de la Audiencia Nacional y el 25 de octubre Rato ingresó en la prisión de Soto del Real. En febrero de 2021 se le concedió la libertad condicional, aunque en diciembre de 2024 fue nuevamente condenado a cuatro años y nueve meses de prisión por la comisión de tres delitos contra la Hacienda Pública, uno de blanqueo de capitales y otro de corrupción entre particulares.

## Biografía
Nació en Madrid en 1949, si bien su familia es de origen gijonés, siendo bisnieto de Faustino Rodríguez-San Pedro y Díaz-Argüelles (abogado, ministro, diputado, senador y alcalde de Madrid durante el reinado de Alfonso XIII) e hijo del empresario Ramón de Rato Rodríguez-San Pedro, que fue encarcelado en 1967 por evadir dinero a Suiza a través de su Banco Siero, y Aurora Figaredo Sela. Ambas familias asturianas (los Rato y los Figaredo) son propietarias de industrias y poseen títulos nobiliarios.
Tras estudiar con los jesuitas de Chamartín en el Colegio Nuestra Señora del Recuerdo y comenzar la universidad en el ICADE, se licenció en Derecho por la Universidad Complutense de Madrid en 1971, obtuvo un máster en Administración de Empresas por la Universidad de Berkeley (California) tres años más tarde y, ya siendo ministro de Economía de España, se doctoró en 2003 en Economía Política por la Facultad de Ciencias Económicas y Empresariales de la Universidad Complutense de Madrid.

### Inicios en su carrera política
Ingresó en política en 1979, figurando como candidato por Cádiz del partido Alianza Popular (AP), es decir, el antecesor del Partido Popular (PP). Tras formar parte del comité ejecutivo del partido desde 1980, obtuvo su primer escaño en el Congreso de los Diputados en 1982. Tenía treinta y tres años. Siendo uno de los diputados de AP más activos en el Congreso, apoyó el nombramiento de José María Aznar como candidato a presidente. Otros que también le apoyaron fueron Federico Trillo o Juan José Lucas. Durante los años de oposición de Aznar fue su mano derecha y portavoz en el Parlamento.

### Ministro de Economía

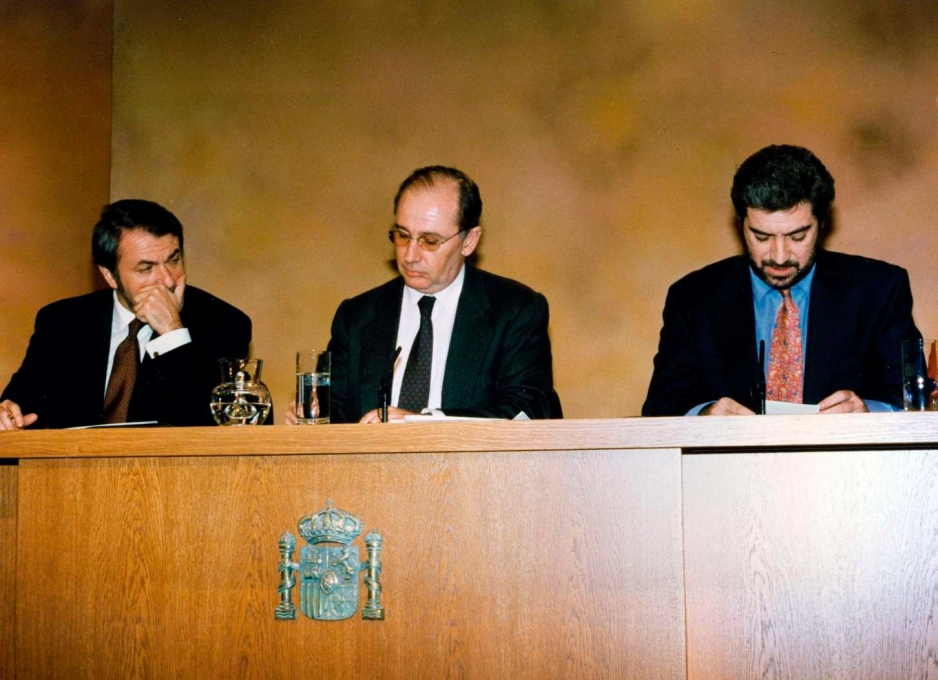
Rodrigo Rato en 1996 como vicepresidente y ministro de Economía, en una rueda de prensa junto a Jaime Mayor Oreja y Miguel Ángel Rodríguez.

Tras la victoria del PP por mayoría simple en las elecciones generales de 1996, impulsó los pactos que permitieron gobernar al PP. Fue nombrado vicepresidente segundo del Gobierno y ministro de Economía y Hacienda, cargo que mantuvo hasta el 17 de abril del 2004. Los principales hitos de su mandato fueron:
- Llevó a cabo la privatización de Argentaria y Tabacalera.

- Fue impulsor y responsable del déficit de tarifa, mediante la Ley 54/1997 del Sector Eléctrico, sistema por el cual el usuario final no pagaba todos los costes de la electricidad recibida, dejando una parte para ser pagada en el futuro. Esto trajo una contención irreal en el precio de la electricidad en España, generando un agujero en las finanzas del estado estimado en 2011 en 20 000 millones de euros.[12]

- Llevó a cabo rebajas de impuestos generalizadas, más concretamente el IRPF, en dos reformas llevadas a cabo en 1999[13]  y en 2003,[14] respectivamente.

- Fue gobernador por España en las Juntas de Gobernadores del FMI, del Banco Mundial, del Banco Interamericano de Desarrollo, del Banco Europeo de Inversiones y del Banco Europeo de Reconstrucción y Desarrollo.

- Asistió regularmente a las reuniones de ministros de Economía y Hacienda de la Unión Europea y representó a ésta, como ministro de Economía de España, cuando ésta ocupaba la Presidencia de la Unión Europea en la reunión del Grupo de los Siete (celebrada en Ottawa en 2002).

- Fue, asimismo, el ministro encargado de las relaciones comerciales internacionales del gobierno español y representó al país en las reuniones ministeriales de la Organización Mundial del Comercio (celebradas en Seattle en 1999, Doha en 2001 y en Cancún en 2003).

A finales de 2003, su nombre fue barajado como posible sucesor de José María Aznar al frente del PP y como candidato a la presidencia del Gobierno, pero finalmente Aznar nombró a Mariano Rajoy como sucesor. Aun así, en el año 2012, Aznar desveló en su libro Memorias I, que Rato era su primera opción para sucederle en el PP, y que el hecho de decantarse finalmente por Rajoy fue porque Rato rechazó hasta en dos ocasiones la oferta por diversos motivos. Precisamente, Rato acompañó, junto a otros exministros como Eduardo Zaplana, a Aznar en la presentación del libro de memorias en noviembre de 2012. Tras la salida del gobierno de Rajoy en septiembre de 2003 para preparar las elecciones, Rato fue designado vicepresidente primero del gobierno.
BBVA le perdonó una deuda de 312 000 euros. Se desconoce la contrapartida que proporcionó Rato.

### Director gerente del Fondo Monetario Internacional

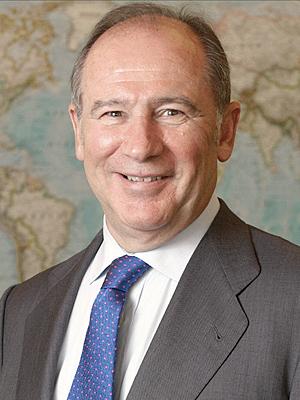
Retrato oficial de Rodrigo Rato mientras ocupaba la dirección del FMI.

En las elecciones del 14 de marzo de 2004, concurrió como número dos en las listas del PP de Madrid y resultó elegido diputado, cargo al que renunció en poco menos de tres meses al ser nombrado director gerente del Fondo Monetario Internacional (FMI) el 5 de mayo de 2004. Dimitió el 28 de junio de 2007 alegando razones personales. La dimisión se hizo efectiva cuatro meses después en la asamblea anual. Hasta entonces, ocupó diferentes consejos.
Un informe interno del FMI de 10 de enero de 2011 realiza una crítica a la actuación del organismo entre 2004 y 2007, período en el que hubo tres directores gerentes y entre los cuales se incluye Rodrigo Rato. El informe señala que se vivió en una burbuja de optimismo mientras se gestaba la mayor crisis financiera desde la Gran Depresión de 1929. La conclusión fue que las deficiencias internas impidieron prevenir la crisis. El informe cita deficiencias organizativas, batallas internas, falta de comunicación, sesgos analíticos, presiones políticas, autocensura, y falta de supervisión y control por parte de la dirección del FMI. El informe reconoce también que muchos de esos problemas fueron heredados por Rato y surgieron una década antes.

### Presidente de Caja Madrid / Bankia y su vinculación en la empresa privada
El 4 de diciembre de 2007 se anunció su incorporación a la división internacional de Lazard, un banco de inversiones francoestadounidense establecido en Londres y con competencias en Europa y Latinoamérica. A principios de 2008 se incorporó como consejero asesor internacional del Banco Santander.
Rato ha sido presidente de Caja Madrid (desde enero de 2010) y de Bankia (desde diciembre del mismo año). El 7 de mayo de 2012 anunció su dimisión. Antes había renunciado a sus puestos como director general sénior de banca de inversión de Lazard, consejero externo de Criteria (el holding de empresas participadas por La Caixa) y en el Consejo Asesor Internacional del Banco Santander.

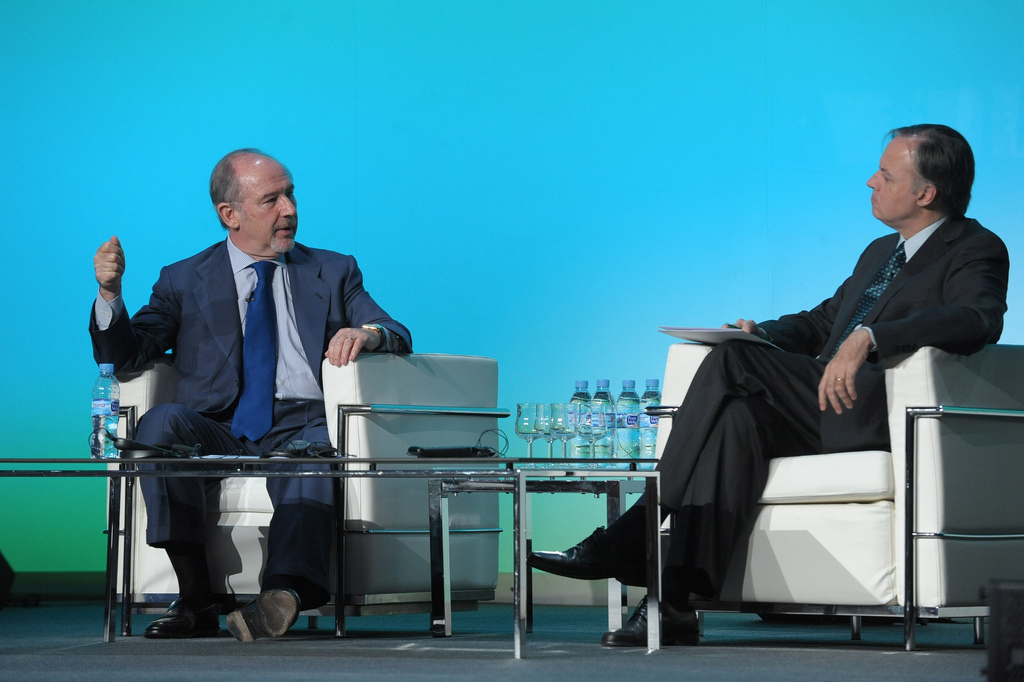
Rodrigo Rato con Carlos Losada (director general de ESADE) en 2010, cuando el primero era presidente de Caja Madrid.

Durante su gestión como presidente de Caja Madrid configuró Bankia como la fusión del negocio bancario de siete cajas de ahorros (Caja Madrid, Bancaja, La Caja de Canarias, Caja Ávila, Caja Segovia, Caixa Laietana y Caja Rioja) en lo que se convirtió en la mayor operación de integración financiera de España. En febrero de 2011 presentó oficialmente Bankia y cinco meses más tarde (el 20 de julio de 2011) la sacó a bolsa en la mayor Oferta Pública de Suscripción (OPS) registrada ese año en todo el sistema financiero mundial. En octubre de 2011 Bankia entró a formar parte del índice selectivo español Ibex 35, con una capitalización aproximada de 6500 millones de euros; también formó parte del STOXX Europe 600. Bankia fue excluida del selectivo español (el 2 de enero de 2013) a causa de su proceso de reestructuración y fue finalmente sustituida por Jazztel (el 23 de abril de 2013). A fecha de (29 de abril de 2013) su capitalización apenas supera los 225 millones de euros, habiendo perdido así la mayor parte de su valor inicial.
En diciembre de 2011, Rodrigo Rato presentó el Plan Estratégico de la entidad hasta 2015, según el cual el Banco se situaría como unos de los cuatro líderes financieros españoles. En 2011 Bankia anunció unos beneficios de 305 millones de euros, en un año marcado por su proceso de fusión, salida a Bolsa y la realización de un ajuste de capacidad interno que cerró 800 sucursales estableciendo en 3500 el número de oficinas de su red. Deloitte detectó en las cuentas de 2011 de Bankia un desfase patrimonial de 3500 millones y optó por no firmar el informe de auditoría, un hecho que precipitó la renuncia de Rodrigo Rato como presidente ejecutivo. La entidad procedió a reformular sus cuentas de 2011 para introducir los saneamientos realizados en la cartera de créditos, en los activos adjudicados y la puesta a valor de mercado de las participadas integradas, de tal forma que las cuentas arrojaron unas pérdidas de 2979 millones de euros en 2011, lejos de los 309 millones de beneficio previamente anunciados.
En diciembre de 2011, el Banco de España obligó a los directivos de Bankia a publicar sus salarios, haciéndose público que Rodrigo Rato percibía una remuneración anual de 2,34 millones de euros, una de las más altas entre las cajas españolas. Cinco meses más tarde, Rodrigo Rato dimitió como presidente de Bankia tras haber presentado un plan para la entidad que fue rechazado por las autoridades, donde se exponía que la entidad tendría que recibir unos 6000 millones de euros de dinero público a través del Fondo de Reestructuración Ordenada Bancaria (FROB), en tanto que el Banco Financiero y de Ahorros (BFA), matriz de Bankia, no había conseguido reducir de forma significativa la exposición al sector inmobiliario y promotor, que ascendía a 37 517 millones de euros.
Tras ser considerada por el FMI el principal riesgo para el sistema bancario español, en mayo de 2012 Bankia pasó a ser controlada por el Estado español tras la toma de control de BFA, la matriz de Bankia. La situación de Bankia ha sido considerado un punto de inflexión en la crisis financiera del país, situándolo a un paso de la intervención. Tras el rescate de este banco español, en junio del mismo año la UE decidió rescatar a la banca española, aportando un máximo de 100 000 millones de euros. El FMI apuntó a Bankia como el principal responsable del rescate.
A raíz de su gestión en Bankia es nombrado por la revista económica Bloomberg quinto peor CEO de 2012, al ser investigado por fraude, fijación de precios y malversación de fondos en relación con la caída y posterior rescate de Bankia. La revista cita que Bankia anunció beneficios de 309 millones de euros en 2011, que tras el abandono de Rato resultaron ser 3000 millones de euros de pérdidas.

#### La investigación de Bankia
En julio de 2012 fue citado para declarar como imputado por la Audiencia Nacional por la gestión de Bankia junto con toda la cúpula directiva.
Hay tres querellas presentadas, la de UPyD y 15MpaRato presentadas en julio de 2012 (admitidas a trámite) y la de IU presentada en abril de 2014 y que no se aceptó tras ser calificada por el juez de humillante "al pretender conseguir a través del ejercicio de la acción popular este tipo de ventajas", en referencia a la implicación de cargos de Izquierda Unida en el caso. Concluido el proceso, el 29 de agosto de 2020 la sala penal de la Audiencia Nacional absolvió a Rato y a los demás querellados de los delitos que se les habían imputado en el juicio por la salida a Bolsa de Bankia.
Rodrigo Rato estuvo también implicado en el escándalo de las tarjetas opacas de la misma entidad. Entre el 24-10-2010 y el 28-11-2011 Rato realizó 519 compras con cargo a la caja, por un monto de 99 041 €. Entre los gastos figuran compras en tiendas de ropa, bebidas alcohólicas, perfumes, instrumentos musicales o restaurantes de lujo. Además de las compras, desde finales de febrero de 2012 al 7 de mayo de ese mismo año en que dimitió, el entonces presidente de Bankia llegó a retirar en metálico 16 000 €, a un ritmo de 1500 € a la semana. El sábado 5 de mayo, el mismo día que el ministro de Economía, Luis de Guindos, le convocó al Ministerio ante la delicada situación de la entidad y la necesidad de un nuevo plan de saneamiento y recapitalización, Rato retiró sus últimos 1000 € y el día de la dimisión pasó un último cargo a la tarjeta B de 341,63 € de una cena. Según consta en el desglose de gastos, Rato cargó a su tarjeta de crédito gastos en un solo día de 3547 € en bebidas alcohólicas, casi 1000 € en una zapatería, y realizó hasta 18 retiradas en efectivo, 17 de ellas de 1000 € en cajeros de su entidad.
El 27 de noviembre de 2014, el Partido Popular comunicó la baja de Rodrigo Rato así como de "todos sus militantes afectados" a la  finalización de una investigación interna por el caso de las tarjetas opacas de Caja Madrid gestionada por el Comité de Derechos y Garantías. En noviembre de 2015, Antonio Serrano-Arnal, juez de instrucción del Juzgado número 31 de Madrid, decidió imputar, por su implicación en el caso Rato, a Miguel Ángel Furones, presidente de la agencia de publicidad Publicis y Rafael Lorca, director ejecutivo de la central de medios Zenith. Otra investigación examina las cuentas familiares de Rato, en el que está imputado en la causa, con posibles delitos de blanqueo de capitales, cohecho y malversación de caudales públicos.

#### Fichaje por Telefónica
La Comisión de Nombramientos, Retribuciones y Buen Gobierno de Telefónica, S.A. aprobó el 4 de enero de 2013, la incorporación de Rodrigo Rato al Consejo de asesores de Telefónica Latam y Telefónica Europe, que aglutinan los negocios en Latinoamérica y Europa.

### Amnistía fiscal de 2012 y detención
El 17 de febrero de 2015 el director general de la Agencia Tributaria anunció la investigación de 705 contribuyentes que se acogieron a la amnistía fiscal aprobada por el ejecutivo de Mariano Rajoy en el año 2012. A raíz de dicha investigación, el 16 de abril de 2015, la fiscalía anunció una investigación a Rodrigo Rato por supuestos delitos de fraude, alzamiento de bienes y blanqueo de capitales. El juzgado número 35 de Madrid ordenó así el registro de su vivienda en el barrio de Salamanca, en Madrid. Tres horas más tarde del inicio del registro por parte del Servicio de Vigilancia Aduanera, Rodrigo Rato fue detenido por la policía judicial. Posteriormente fue puesto en libertad.
En abril de 2016, a raíz de la publicación de los papeles de Panamá, se conoció que utilizó varias sociedades en paraísos fiscales para ocultar dinero al Estado español. Según investigaciones, Rato recurrió en 2013 al bufete panameño Mossack Fonseca, de donde proceden los documentos denominados como los ‘papeles de Panamá’, para liquidar las dos sociedades opacas donde guardaba 3 672 410 euros. Rato pretendía, según la investigación, evitar con esta maniobra que sus empresas ‘offshore’ fueran localizadas, lo que no impidió que el Juzgado número 31 de Plaza Castilla, instruye el procedimiento contra Rato por blanqueo de capitales, corrupción entre particulares.
El 3 de octubre de 2018 el Tribunal Supremo confirma la condena de cuatro años y seis meses de cárcel para Rodrigo Rato por el caso de las tarjetas black.
El 25 de octubre de 2018 ingresa en la prisión de Soto del Real.

### Colaboraciones en Grupo Intereconomía (desde 2017)
Desde 2017, Rodrigo Rato publica columnas de opinión en La Gaceta en un espacio titulado "Calle 19" en que presenta su visión liberal de la economía y la sociedad. En el Grupo Intereconomía también ha colaborado en el programa El gato al agua, donde fue entrevistado el 9 de enero de 2018.

### Nueva condena judicial
En septiembre de 2023 se fijó la fecha del juicio por la comisión de delitos contra la Hacienda Pública, blanqueo de capitales y corrupción en los negocios, en el marco de la causa sobre el presunto origen ilícito de su patrimonio, para diciembre del mismo año. Rato fue condenado por la Audiencia Provincial de Madrid en diciembre de 2024 a cuatro años, nueve meses y un día de prisión, así como a multas por más de dos millones de euros y a abonar a la Hacienda Pública 568 413 euros por tres delitos contra la Hacienda Pública, un delito de blanqueo de capitales y un delito de corrupción entre particulares..

## Cargos desempeñados
- Diputado por la provincia de Cádiz en el Congreso de los Diputados. (1982-1989)
- Diputado por Madrid en el Congreso de los Diputados. (1989-2004)
- Portavoz del Grupo Popular en el Congreso de los Diputados. (1989-1996)
- Vicepresidente segundo del gobierno de España. (1996-2003)
- Ministro de Economía y Hacienda. (1996-2000)
- Ministro de Economía. (2000-2004)
- Vicepresidente primero del gobierno de España. (2003-2004)
- Director gerente del FMI. (2004-2007)
- Director de Caja Madrid. (Desde 2010)
- Director de Bankia. (2010-2012)
- Consejero asesor de Telefónica Latam y Telefónica Europe (2013-actualidad)